# 莫桦
莫桦（1964年10月—），男，汉族，广西藤县人，中华人民共和国政治人物。1984年7月参加工作，1989年1月加入中国共产党。曾任中共玉林市委书记。中共二十大代表。
2023年3月，因涉嫌严重违纪违法，接受广西壮族自治区纪委监委纪律审查和监察调查。2024年1月，莫氏被广西壮族自治区纪委监委开除党籍和公职。
2025年3月27日，广西壮族自治区贺州市中级人民法院一审以受贿罪判处莫桦无期徒刑，剥夺政治权利终身，并处没收个人全部财产；对追缴在案的莫桦受贿犯罪财物，予以没收，上缴国库，不足部分继续追缴。